# 烏斯韋恰湖 (涅韋爾區)
56°00′18″N 29°21′26″E / 56.00500°N 29.35722°E
烏斯韋恰湖（俄语：Усвеча），是俄羅斯的湖泊，位於該國西北部，由普斯科夫州負責管轄，處於涅韋爾區，面積2.2平方公里，集水區面積24.6平方公里，平均水深2米，最大水深4米。